# Finn építészek listája
A listában Finnországban született, vagy ott alkotó építészek találhatók.

## A-H
- Aino Aalto (1894-1949) (wd)
- Alvar Aalto (1898-1976)
- Elissa Aalto (1922–1994) (wd)
- Aili-Salli Ahde-Kjäldman (1892-1979) (wd)
- Pentti Ahola (1919-1972) (wd)
- Johan Jacob Ahrenberg (1847-1914), építész, kritikus és író (wd)
- Elsa Arokallio (1892-1982) (wd)
- Anton Wilhelm Arppe (1789-1862) (wd)
- Aaro Artto (1964-)
- Charles Bassi (olasz-svéd-finn 1772-1840) (wd)
- Aulis Blomstedt (Yrjö Aulis Uramo Blomstedt 1906-1959) (wd)
- Pauli E. Blomstedt (1900-1935) (wd)
- August Boman (1826-1883) (wd)
- Elsi Borg (Elsi Naemi Borg 1893-1958) (wd)
- Erik Bryggman (1891-1955) (wd)
- Marco Casagrande (1971-) (wd)
- Georg Theodor Chiewitz (svéd-finn 1815-1862) (wd)
- Hampus Dalström (Axel Hampus Dalström 1829-1882) (wd)
- Aarne Ehojoki (1913-1998) (wd)
- Hilding Ekelund (1871-1957) (wd)
- Antti Eklund (1960-) (wd)
- Carl Ludvig Engel (német származású /Ludwig/ 1778-1840) (wd)
- Bertha Enwald (1893-1984) (wd)
- Aarne Ervi (1910-1977) (wd)
- Birger Federley (1874-1935) (wd)
- Sigurd Frosterus (1876-1956) (wd)
- Akseli Gallen-Kallela (elsősorban festő 1865-1931)
- Herman Gesellius (1874-1916) (wd)
- Bruno Granholm (1857-1930) (wd)
- Florentin Granholm (1936-1922) (wd)
- Anders Fredrik Granstedt (1800-1849) (wd)
- Kristian Gullichsen (1932-2021) (wd)
- Elia Heikel (1852-1919) (wd)
- Mikko Heikkinen (1949-) (wd)
- Vilhelm Helander (1941-) (wd)
- Hilda Hongell (Hilda Elisabeth Sjöblom 1867-1952) (wd)
- Signe Hornborg (1862-1916) (wd)
- Theodor Höijer (1843-1910) (wd)
- Erkki Huttunen (1901-1956) (wd)
- Aarne Hytönen (1901-1972) (wd)

## I-N
- Pekka Ilveskoski (1931-1987) (wd)
- Toivo Jäntti (1900-1975) (wd)
- Kari Jormakka (1959-2013) (wd)
- Bertel Jung (1872-1946) (wd)
- Erkki Kairamo (1936-1994) (wd)
- Arthur Kajanus (1850-1904) (wd)
- Oiva Kallio (1884-1964) (wd)
- Markku Komonen (1945-) (wd)
- Teemu Kurkela (1966-) (wd)
- Signe Lagerborg-Stenius (1870-1968) (wd)
- Ilmari Lahdelma (1959-) (wd)
- Juha Leiviskä (1936-) (wd)
- Jaakko Klemetinpoika Leppänen (18. század) (wd)
- Carolus Lindberg (1889-1995) (wd)
- Yrjö Lindegren (1900-1952) (wd)
- Armas Lindgren (1874-1929) (wd)
- Wivi Lönn  (1872-1966) (wd)
- Bengt Lundsten (1928-) (wd)
- Risto-Veikko Luukkonen (1902-1972) (wd)
- Rainer Mahlamäki (1956-) (wd)
- Cyril Mardall (Cyril Leonard Sjöström 1909-1994) (wd)
- Antero Markelin (1931-2005) (wd)
- Martta Martikainen-Ypyä (1904-1992) (wd)
- Otto-Iivari Meurman (1890-1994) (wd)
- Arne Nevanlinna (1925-2016) (wd)
- Carl O. Nordling (1919-2007) (wd)
- Gustaf Nyström (1856-1917) (wd)
- Usko Nyström (1861-1925) (wd)

## P-Z
- Annikki Paasikivi (1898-1950) (wd)
- Simo Paavilainen (1944-) (wd)
- Juhani Pallasmaa (1936-) (wd)
- Wäinö Gustaf Palmqvist (1882-1964) (wd)
- Timo Penttilä (1931-2011) (wd)
- Reima Pietilä (1923-1993) (wd)
- Raili Pietilä (1926-) (wd)
- Eino Pitkänen (1904-1955) (wd)
- Arne Rancken (1880-1954) (wd)
- Viljo Revell (1910-1964) (wd)
- Heimo Riihimäki (festő, építész 1907-1962) (wd)
- Jacob Rijf (svéd-finn 1753-1808) (wd)
- Aarno Ruusuvuori (1925-1992) (wd)
- Eero Saarinen (finn-amerikai 1910-1961)
- Eliel Saarinen (1873-1950)
- Anton Salviander (1873-1939) (wd)
- Eero Seppälä (1902-1941) (wd)
- Antti-Matti Siikala (1964-) (wd)
- Lauri Silvennoinen (1921-1967) (wd)
- Arto Sipinen (1936-2017)
- Heikki Siren (wd) (1918-2013)
- J. S. Sirén (wd) (Johan Sigfrid Sirén (1889-1961)
- Kaija Siren (wd) (Katri Anna-Maija Helena Siren, Kaija Tuominen 1920-2001)
- Einar Sjöström (1882-1923) (wd)
- Hilda Elisabeth Sjöblom → Hilda Hongell
- Josef Stenbäck (1854-1929) (wd)
- Bertel Strömmer (1890-1962) (wd)
- Lars Sonck (1870-1956) (wd)
- Kivi Sotamaa (1971-) (wd)
- Alfred Wilhelm Stenfors (1866-1952) (wd)
- Jaakko Tähtinen (1904-1970) (wd)
- Gunnar Taucher (1886-1941) (wd)
- Einari Teräsvirta (olimpiai bajnok atléta 1932, 1936, 1948 építész 1914-1995) (wd)
- Adrian Thomander (1882-1919) (wd)
- Robert Tikkanen (Toivo Tikkanen sportlövő olimpikon, építész 1888-1947) (wd)
- Erich von Ungern-Sternberg (1910-1989) (wd)
- Martti Välikangas (1893-1973) (wd)
- Pekka Vapaavuori (1962-) (wd)
- Waldemar Wilenius (1868-1940) (wd)

## Fordítás
- Ez a szócikk részben vagy egészben  a   List of Finnish architects című angol Wikipédia-szócikk ezen változatának fordításán alapul.  Az eredeti cikk szerkesztőit annak laptörténete sorolja fel. Ez a jelzés csupán a megfogalmazás eredetét és a szerzői jogokat jelzi, nem szolgál a cikkben szereplő információk forrásmegjelöléseként.
- Ez a szócikk részben vagy egészben  az   Anexo:Arquitectos de Finlandia című spanyol Wikipédia-szócikk ezen változatának fordításán alapul.  Az eredeti cikk szerkesztőit annak laptörténete sorolja fel. Ez a jelzés csupán a megfogalmazás eredetét és a szerzői jogokat jelzi, nem szolgál a cikkben szereplő információk forrásmegjelöléseként.